# Назарова, Ксения Олеговна
Ксе́ния Оле́говна Наза́рова (также использует псевдоним Владислава Назарова; род. 5 августа 1978, Ленинград, РСФСР, СССР) — российская актриса театра и кино, телеведущая.

## Биография
Родилась 5 августа 1978 года в Ленинграде (Ныне в Санкт-Петербурге).
В 1998 году окончила СПбГАТИ.
С 1996 года участвует в спектаклях театра имени Товстоногова, в 1999 году была официально принята в его труппу.
В 2000 году снялась в клипе «Бумеранг» группы «Стрелки», заменив Ольгу Мальцеву.
В 2000—2006 годах являлась ведущей программы «PRO-нoвости Питер» на Муз-ТВ. С 10 апреля по 31 декабря 2004 года была соведущей телеигры «Естественный отбор» на канале REN TV. Также в начале 2000-х годов являлась соведущей некоторых выпусков программы «Синие страницы».
В начале 2012 года ушла из БДТ и прекратила актёрскую деятельность. Живёт в Испании.

## Личная жизнь
Ксения Назарова не замужем, детей нет.

## Творчество

### Роли в театре
- «Солнечная ночь» Н. В. Думбадзе — Студентка[1]
- «Мещанин во дворянстве» Мольера — Канкан, наложница[1]
- «Аркадия» Тома Стоппарда — Хлоя[1]
- «Лес» А. Н. Островского — Девушка Гурмыжской[1]
- «Ложь на длинных ногах» Э. де Филиппо — Грациелла[1]
- «Маскарад» М. Ю. Лермонтова — 2-я девица
- «Дорогая Памела» Джона Патрика — Глория Гулок
- «Калифорнийская сюита» Нила Саймона — Горничная, девушка
- 2002 — «Дом, где разбиваются сердца» Б. Шоу. Режиссёр: Иван Стависский — Элли Ден[4]
- 2006 — «Чёрная комедия» П. Шеффера. Режиссёр: Андрей Максимов — Кэрол Мелкетт[5]
- 2006 — «Васса Железнова» М. Горького. Постановка: Сергей Яшин — Наталья[6]
- «Ночь перед Рождеством» Н. В. Гоголя — Оксана
- «Школа налогоплательщиков» Луи Вернейля[фр.] и Жоржа Берра — Виржини

### Фильмография
- 1998 — 1999 — Агент национальной безопасности (12 серия «Транзит» и 20 серия «Нобелевский лауреат») [источник не указан 2563 дня] — Света (роль озвучивала другая актриса)
- 1998 — 1999 — Улицы разбитых фонарей 2 (серия «Отпуск для героев») — Марина Ливанова) (озвучивает Юлия Рудина)
- 1999 — В зеркале Венеры —
- 2000 — Бандитский Петербург. Фильм 1. Барон (4 серия) — Надя, наводчица (4-я серия; в титрах К. Назарова)
- 2000 — Луной был полон сад — Настя
- 2000 — Охота на Золушку — Венька/Саша
- 2001 — Любовь и другие кошмары — новая русская
- 2001 — По имени Барон — девушка в ресторане
- 2002 — Крот — 2 — Оксана
- 2003 — Чисто по жизни —
- 2005 — Мастер и Маргарита (5—8 серии) — Наташа, домработница Маргариты
- 2005 — Нежная зима — Лена Прохорова, фотохудожница и начинающая певица, друзья называют ее Ёлочкой (вокал Раиса Нур)
- 2005 — Пари — эпизод
- 2005 — Счастливый
- 2006 — Там, где живёт любовь — Ева, жена Сергея
- 2007 — Морские дьяволы 2 (15 серия «Погружение в недра») — Элизабет Моррисон
- 2008 — Бес — секретарша Беса
- 2007 —2008 — Гаишники (фильм № 5 «Три желания») — девушка в белой машине
- 2008 — Моя старшая сестра — Диана
- 2008 — Мы поженимся, в крайнем случае созвонимся — Соня
- 2009 — Летучий отряд — Калугина
- 2010 — Дорожный патруль 7 (серия 7 «Девушка со шрамом») — Клава
- 2010 — Дознаватель — хозяйка борделя
- 2011 — Защита свидетелей — Светлана Ковелина, свидетельница, секретарь Быкова
- 2012 — Я отменяю смерть (18 серия «Ревность») — Наталья Лапина